# Aemilia ockendeni
Aemilia ockendeni là một loài bướm đêm thuộc phân họ Arctiinae, họ Erebidae.